# فرد روبرتس (لاعب اتحاد الرغبي)
فرد روبرتس (بالإنجليزية: Fred Roberts)‏ هو لاعب اتحاد الرغبي نيوزيلندي، ولد في 7 أبريل 1881 في ويلينغتون في نيوزيلندا، وتوفي بنفس المكان في 21 يوليو 1956.

## وصلات خارجية
- فرد روبرتس عل موقع إسبنسكروم (الإنجليزية)